# برج الأمير جمال
برج الأمير جمال يعتبر من أهم الأبراج في بيروت، وقد ورد ذكره في كتاب الشيخ أحمد بن محمد الخالدي الصفدي "لبنان في عهد الأمير فخر الدين الثاني. 
يرجح أن هذا البرج ينسب إلى الأمير جمال الدين الكبير الجندي، أحد ولاة بيروت في القرن السابع الهجري.
وهو الأمير البيروتي المُعرَّف بجمال الدين حجي بن نجم الدين محمد بن حجي أحد ولاة بيروت في القرن السابع الهجري، على حد ما جاء في كتاب صالح بن يحيي "تاريخ بيروت".
وقد كان برجا استراتيجبا منيعا وماسكا وضابطا على جميع أرجاء مدينة بيروت ومواقعها في العصر الوسيط.

## تقييم معالم وآثار بيروت
تزخر بيروت ولبنان عموما بقائمة طويلة من القلاع والحصون والأبراج التاريخية ذات قيمة عالية جدا منها ما يعود للعهد الفينيقي، شيدت لأغراض مختلفة عسكرية حمائية أو مدنية تخزينية، إدارية أو عمرانية سكنية أو رمزية جمالية، عانت الكثير منها من ظروف صعبة، مما يتطلب تطوير مخططات على شاكلة مخطط إعادة ترميم مدينة بيروت، يقوم عليها متخصصون وبناؤون محترفون في إعادة رصف الحجارة الصخرية العائدة إلى تاريخ بناء القلاع والمآثر النفيسة، لإعادة ترميمها من الشكل الخارجي هذا بالنسبة للمعرضة للتخريب منها، وخاصة الأبراج المنتشرة دائريا وتشكل لوحة متكاملة.
وتحتاج عملية إعادة ترميم وبناء القلاع إلى ميزانية وإرادة، لحماية التراث البيروتي، من خلال مخططات تشمل حماية وترميم وإعادة التقييم الثقافي والإنساني والتاريخي للأبراج والقلاع والحصون والأسوار والجدران.. التي يعاني الكثير منها من بعض الإهمال، ككنز وطني للبيروتيين واللبنانيين لا يمكن تعويضه، وغير قابل للتعويض في حال خسرانه.

## وصلات خارجية
- موقع يابيروت مقالة عن قلاعها وأبراجها التاريخية